# WebXR Device API
WebXR Device API（ウェブエックスアール・デバイス・エーピーアイ）は、WebからXRデバイスへアクセスするためのAPI仕様である。

## 概要
WebXR Device APIはWeb（例: ウェブブラウザ）からXRデバイス（例: HoloLens AR/MR HMD、Oculus Questコントローラー）へ入出力をおこなうAPI仕様である。W3Cによって標準化が進められている。
Webにおけるバーチャル・リアリティ（VR）を対象としていたWebVR APIを置き換えさらに拡張現実（AR）を含めたXR全般を対象とし、様々なXRデバイスへ安全かつ利便性の高いアクセスを提供することを目的としている。

## 対応
Google Chrome 79より利用可能である。 